# Jehan-Jacques Blancpain
Jehan-Jacques Blancpain (nacido en 1693) fue un industrial suizo de inicios del siglo XVIII, fundador de la empresa relojera Blancpain en 1735, en la localidad de Villeret (Vallon de Saint-Imier, en el Jura suizo), de la que era el alcalde, tras iniciar su carrera como maestro de escuela.

## Semblanza
En 1735 instaló en su vivienda (localizada a unos veinte kilómetros al norte del lago de Neuchâtel) un taller de relojería con un mostrador, que todavía existe hoy. El rápido crecimiento de la empresa, que pasó a tener su sede en una casa de postas construida en 1636, se basó en la formación de numerosos artesanos relojeros.
Inicialmente, la empresa solo fabricaba piezas para relojes. Pero pronto amplió su producción a relojes de bolsillo fabricados en su totalidad. En 1740, un oficial prusiano que viajaba por la región se enteró de "la prosperidad de esta región y de su población", y reconoció lo siguiente: "En las vacaciones no se ve a un hombre o una mujer mejor ataviado: vestidos como estrellas de teatro, aunque se trata de auténticos campesinos". En 1764 se registraron quejas en Vallon de Saint-Imier por la escasez de viviendas, provocada por la afluencia de trabajadores a la industria relojera.
Su hijo Isaac quería seguir ejerciendo su profesión de maestro de escuela, y sería el hijo de Isaac, David-Louis Blancpain (nacido en 1765), quien se encargó de vender los relojes de la empresa familiar en los países vecinos. Frédéric Emile Blancpain, sobrino nieto del fundador, decidió en 1815 instalar la primera fábrica de Blancpain en la localidad de Villeret.
Los Blancpain respetaban una costumbre de Villeret, según la cual, se consideraba arrogante e imprudente desde el punto de vista comercial incluir un nombre en un reloj. El único vestigio de creaciones realizadas por la familia Blancpain antes del año 1800 se descubrió en el interior del fondo de un reloj que perteneció a Luis XVI, que llevaba la inscripción “Blancpain et fils”.